# Бреднев, Владимир Алексеевич
Влади́мир Алексе́евич Бре́днев (15 июня 1938, Куйбышев, РСФСР, СССР — 9 февраля 2019) — советский футболист, полузащитник. Мастер спорта СССР. Выступал за куйбышевские «Крылья Советов», горьковскую «Волгу» и московское «Торпедо». Дипломат.

## Карьера
Первый тренер — Михаил Сенин. Начинал карьеру в «Крыльях Советов». За 5 лет в составе сыграл 100 матчей и забил 6 голов. В 1963 году перешёл в «Волгу». Первый сезон команда выступала во второй группе «А», там за неё Бреднев провёл 34 матча, забив 8 мячей. По окончании сезона «Волга» заняла второе место и вышла в первую группу «А». В 1963 году Владимир сыграл 30 матчей, забив 4 гола. В 1965 он ушёл в «Торпедо». В его составе он стал чемпионом СССР, финалистом и обладателем Кубка. По итогам чемпионата 1965 года был включён в список 33 лучших футболистов сезона под № 2. Всего за автозаводцев в чемпионате он сыграл 100 матчей и забил 27 голов.
По окончании карьеры Владимир два года работал начальником в московском «Локомотиве», затем тренером дубля «Торпедо».
Окончил Коломенский педагогический институт в 1970 году.
С 1972 года работал в МИДе. Работу в Посольстве СССР в Пакистане получил благодаря секретарю парткома ЗИЛа Аркадию Вольскому.
1992—1996 — начальник управления Департамента по административным вопросам МИД.
1996—2000 — начальник Управления дипломатическо-курьерской службы МИД РФ.
2000—2003 — директор Департамента дипломатическо-курьерской службы МИД РФ.
Имел дипломатический ранг Чрезвычайного и Полномочного Посланника 2-го класса.
Владел английским языком.
Похоронен в Троицком административном округе Москвы на кладбище Губцево.

## Достижения

### Командные
«Торпедо»
- Чемпион СССР: 1965
- Обладатель Кубка СССР: 1967/68

### Личные
- В списке 33 лучших футболистов сезона в СССР: № 2 (1965)